# アンサンブル解釈
アンサンブル解釈（アンサンブルかいしゃく）とは、量子力学の実在主義的な解釈の一つ。統計解釈ともいう。アインシュタインが考案したもので、波動関数は個別の系ではなく、同じ方法で用意された系の集団について記述するためのものであるとする。しかし、ベルの不等式の破れと矛盾することなどから、現在ではこの解釈を支持する科学者は少なくなっている。